# مؤلفه‌های متقارن
در مهندسی برق برای تجزیه و تحلیل سیستم‌های سه فاز، آن‌ها را به مؤلفه‌های متقارن (به انگلیسی: Symmetrical components) شان تجزیه می‌کنند. این روش تجزیه و تحلیل را چارلز لگیت فورتسکیو در سال ۱۹۱۸ میلادی معرفی کرده‌است. بر اساس نظریهٔ فورتسکیو فازورهای نامتقارن سه فاز را می‌توان به سه سیستم متقارن از فازورها با نام‌های مؤلفه‌های توالی مثبت، مؤلفه‌های توالی منفی و مؤلفه‌های توالی صفر تبدیل کرد که مؤلفه‌های مثبت و منفی هر کدام یک سیستم متقارن سه فاز هستند و مؤلفه‌های تولیِ صفر شامل سه مؤلفهٔ تکفاز و هم‌اندازه می‌شود. برای انجام این تبدیل از ماتریس تبدیل مؤلفه‌های متقارن استفاده می‌کنند که معمولاً با A نمایش می‌دهند.

## تاریخچه
در سال ۱۹۱۸، چارلز لگیت فورتسکیو روش تجزیه ولتاژ چند فاز به مؤلفه‌هایش را پیشنهاد داد.
در سال ۱۹۴۳، ادیت کلارک در مقاله ای، روشی ساده‌تر برای انجام محاسبات روش فورتسکیو ارائه داد.

## ماتریس A
ماتریس A برابر است با:
{\displaystyle {\textbf {A}}={\begin{bmatrix}1&1&1\\1&\alpha ^{2}&\alpha \\1&\alpha &\alpha ^{2}\end{bmatrix}}}
و معکوس آن چنین است:
{\displaystyle {\textbf {A}}^{-1}={\frac {1}{3}}{\begin{bmatrix}1&1&1\\1&\alpha &\alpha ^{2}\\1&\alpha ^{2}&\alpha \end{bmatrix}}}
که در آن آلفا به صورت زیر تعریف می‌شود:
{\displaystyle \alpha \equiv e^{{\frac {2}{3}}\pi i}}.

## ولتاژ مؤلفه‌ها
برای مؤلفه صفر همگی با هم برابرند:
{\displaystyle V_{0}\equiv V_{a,0}=V_{b,0}=V_{c,0}},
و برای مؤلفه‌های مثبت و منفی داریم.
{\displaystyle {\begin{aligned}V_{1}&\equiv V_{a,1}=\alpha V_{b,1}=\alpha ^{2}V_{c,1}\\V_{2}&\equiv V_{a,2}=\alpha ^{2}V_{b,2}=\alpha V_{c,2}\\\end{aligned}}}
بنابراین ولتاژ سه فاز را می‌توان بر حسب مؤلفه‌های مثبت، منفی و صفر به صورت زیر نوشت:
{\displaystyle {\begin{aligned}\mathbf {v} _{abc}&={\begin{bmatrix}V_{0}\\V_{0}\\V_{0}\end{bmatrix}}+{\begin{bmatrix}V_{1}\\\alpha ^{2}V_{1}\\\alpha V_{1}\end{bmatrix}}+{\begin{bmatrix}V_{2}\\\alpha V_{2}\\\alpha ^{2}V_{2}\end{bmatrix}}\\&={\begin{bmatrix}1&1&1\\1&\alpha ^{2}&\alpha \\1&\alpha &\alpha ^{2}\end{bmatrix}}{\begin{bmatrix}V_{0}\\V_{1}\\V_{2}\end{bmatrix}}\\&={\textbf {A}}\mathbf {v} _{012}\end{aligned}}}
که در آن
{\displaystyle \mathbf {v} _{012}={\begin{bmatrix}V_{0}\\V_{1}\\V_{2}\end{bmatrix}},{\textbf {A}}={\begin{bmatrix}1&1&1\\1&\alpha ^{2}&\alpha \\1&\alpha &\alpha ^{2}\end{bmatrix}}}